# Ridderorden in Oostenrijk
Oostenrijk is onder het bestuur van de (aarts)hertogen uit het (aarts)huis Habsburg pas heel laat een moderne staat geworden. De Habsburgers dachten dynastiek en feodaal en de door veroveringen, maar vooral door voordelige huwelijken, bijeengebrachte hertogdommen en graafschappen vormden lange tijd geen eenheid. Sommige gebieden in Oostenrijk bezaten een ridderorde, maar deze orden en de oude Hongaarse en Boheemse ridderorden speelden voor de Habsburgers geen rol.

## Middeleeuwse ridderlijke orden en ridderorden 1099-1500
In het middeleeuwse Europa werden overal de commanderijen van de kruisridders gevestigd. Zo ook in de Oostenrijkse landen. Toen de Turken oprukten op de Balkan kregen deze orden in de strijd tegen deze moslims een rol.
- De Maltezer Ridders (1118), georganiseerd in hun Grootprioraat Bohemen van de Soevereine Militaire Hospitaalorde van Sint-Jan van Rhodos en Malta, had grote bezittingen in Oostenrijk en Bohemen.
- De Duitse Orde (1190)
- De Orde van het Kruis met de Rode Ster (rond 1200, na 1217 in Bohemen, Silezië, Moravië en Polen)
- De Hospitaalorde van Sint-Joris in Karinthië (1273)
- De Orde van de Vlecht of "Orde van de Lok" (1376)
- De Orde van het Gulden Vlies (1429) kwam door een huwelijk (1477) in het bezit van de Habsburgers.
- De Orde van de Adelaar (1433)
- De Orde van de Heilige Joris in Kärnten (1468)
- De (legendarische) Orde van de Discipline en de Witte Adelaar (?)
- De Orde van de Heilige Joris (1503)
- De Orde van de Matigheid en de Heilige Christoffel
- De Orde van Tusin (1562)
- De Orde van de Slavinnen van de Deugd (1567)
- De Orde van de Christelijke Militie in Oostenrijk (1606)
- De Orde van de Heilige Ruppert (prinsbisdom Salzburg 1701)
- De Ridderlijke Jachtorde van Sint-Hubertus (1723 in Bohemen)
- De Orde van de Heilige Jozef (1768)

## Ridderorden van de absolute monarchie 1500-1830
De Oostenrijkse aartshertogen waren eeuwenlang bijna onafgebroken keizers van Duitsland. Hun "huismacht" lag in het hertogdom Oostenrijk, in Tirol, in het koninkrijk Bohemen en in het koninkrijk Hongarije. De Orde van de Draak in Hongarije geraakte in vergetelheid en ook de Boheemse Orde werd niet aangehouden. In het Habsburgse rijk in Oost- en Midden-Europa bestonden de volgende ridderorden:
- Dankzij het Grootprioraat Bohemen van de Soevereine Militaire Hospitaalorde van Sint-Jan van Rhodos en Malta behield tijdens de Franse Revolutie en de napoleontische oorlogen in de Oostenrijkse landen haar bezittingen en invloed.
- De Duitse Orde had ook na het verlies van Pruisen nog eeuwenlang graafschappen in Duitsland bezeten. Bij de Vrede van Pressburg (1805) gingen ook deze verloren en werd vastgelegd dat een Habsburger grootmeester ("Hoch- und Deutschmeister") zou zijn.
- De Orde van het Gulden Vlies
- De hoogadellijke Orde van het Sterrenkruis (1668)
- De Orde van de Naastenliefde (1708)
- De Elisabeth-Theresia-orde (1750)
- De Orde van Maria Theresia (1757)
- De Orde van de Heilige Stefanus (1764)
- Het Kruis van Verdienste voor Militaire Geestelijken (1801)
- De Leopoldsorde (1808)
- De Orde van de IJzeren Kroon in het van Oostenrijk afhankelijke Lombardisch-Venetiaanse Koninkrijk (1805/1816)

## Ridderorden in de 19e eeuw 1830-1918
Hongarije bezat na de instelling van de Dubbelmonarchie geen eigen ridderorden. De Hongaarse Orde van Sint-Stephanus was aan de persoon van de keizer en koning verbonden.

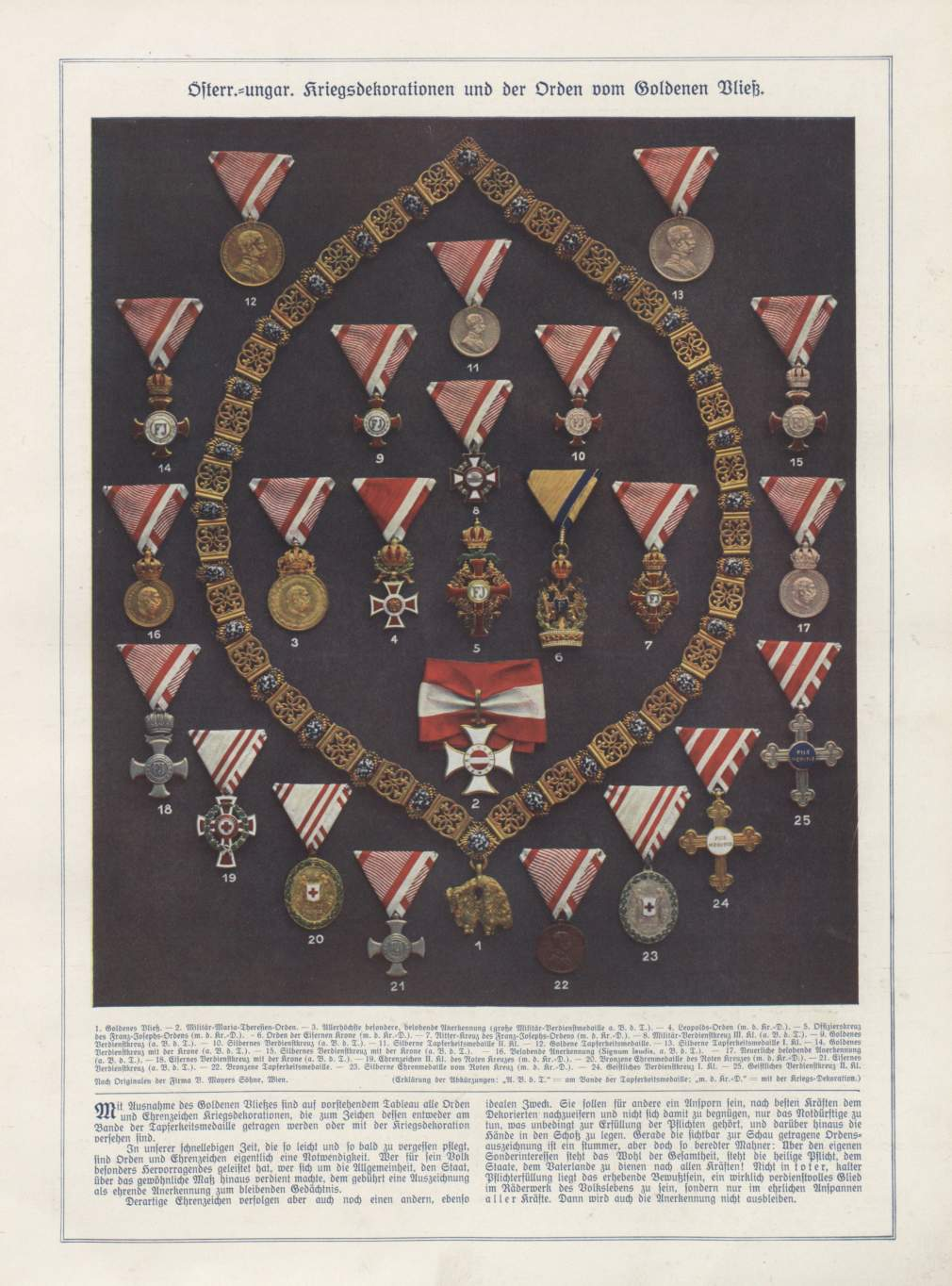
Overzicht van Oostenrijkse orden in de Eerste Wereldoorlog.

- Het Grootprioraat Bohemen van de Soevereine Militaire Hospitaalorde van Sint-Jan van Rhodos en Malta bleef mede door de loyale houding van de Oostenrijkse keizer bestaan. De keizers ontvingen de gezanten van de orde en stichtten in 1839 een nieuw prioraat: het Lombardisch-Venetiaanse Prioraat. In 1881 werd de grootprior een Oostenrijks en Boheems vorst.
- De Duitse Orde werd na de val van het Heilige Roomse Rijk bestuurd door een Oostenrijkse aartshertog.
- De Orde van het Gulden Vlies
- De hoogadellijke Orde van het Sterrenkruis
- De Elisabeth-Theresia-orde
- De Orde van Maria Theresia
- De Orde van de Heilige Stefanus
- Het Kruis van Verdienste voor Militaire Geestelijken
- De Leopoldsorde
- De Orde van de IJzeren Kroon in het van Oostenrijk afhankelijke Koninkrijk Lombardije-Venetië bleef ook na het verlies van Milaan en Venetië een Oostenrijkse onderscheiding.
- De Frans Jozef-orde (1849)
- De Elisabeth-orde (1898)
- Het Frans Jozef-kruis (1916/17)
- Het Ereteken van Verdienste voor het Rode Kruis (1914-1923)
- Het Kruis voor Militaire Verdienste
- Het Oorlogskruis voor Burgerlijke Verdienste

## De rangorde van de Oostenrijkse ridderorden
1) Großkreuz des St.Stephans-Ordens
2) Großkreuz des Leopold-Ordens
3) I.Klasse des Leopold-Ordens, I.Klasse des Ordens der Eisernen Krone
4) Großkreuz des Franz-Josephs-Ordens
5) Kommandeurkreuz des St.Stephans-Ordens
6) Kommandeurkreuz des Leopold-Ordens
7) II.Klasse des Ordens der Eisernen Krone, Komturkreuz mit dem Stern des Franz-Josephs-Ordens
8) Kleinkreuz St.Stephans-Ordens
9) Ritterkreuz des Leopold-Ordens
10) Komturkreuz des Franz-Josephs-Ordens
11) Offizierskreuz des Franz-Josephs-Ordens, III. Klasse des Ordens der Eisernen Krone
12) Ritterkreuz des Franz-Josephs-Ordens
Een uitgebreide Draagvolgorde van de Oostenrijkse onderscheidingen was eveneens door de keizer vastgesteld.

## Ridderorden van de Duitse republiek Oostenrijk 1918-1936
De Republiek schafte de oude ridderorden van de Oostenrijkse staat af. Zij had geen macht over de huisorden van de verdreven Habsburgse dynastie en beperkte zeggenschap over de Duitse Orde en de Orde van Malta.
- Het Grootprioraat Bohemen van de Soevereine Militaire Hospitaalorde van Sint-Jan van Rhodos en Malta verloor door het herverdelen van het grootgrondbezit in Bohemen veel bezittingen. Zij bleef desondanks bestaan.
- De Duitse Orde werd na de val van de Habsburgers een religieuze instelling met een priester als eigen grootmeester.
- De Orde van het Gulden Vlies werd een internationale ridderorde en huisorde van het aartshuis Habsburg. De republiek en de verbannen keizer en zijn eveneens verbannen opvolger aartshertog Otto van Habsburg leefden in onmin.
- De hoogadellijke Orde van het Sterrenkruis bleef als huisorde bestaan.
- De Orde van Maria Theresia bleef nog een tijd lang in kapittel bijeenkomen, maar was een reliek van het verdwenen keizerrijk en geen Oostenrijkse onderscheiding. Ook het Ereteken voor het Rode Kruis werd nog tot 1923 verleend.
- De Orde van de Heilige Stefanus werd in Hongarije opgeheven.

## De republiek Oostenrijk
- Het Ereteken voor Verdienste voor de Republiek Oostenrijk (1922)
- Het Ereteken van het Rode Kruis (1922)
- Het Oostenrijkse Ereteken voor Kunst en Wetenschap
- De Orde van Verdienste (1934)
- Het Militaire Kruis van Verdienste (1935)

## Ridderorden in de Ostmark van het (Groot)-Duitse Rijk
De nationaalsocialisten verafschuwden de Habsburgers en hun Orde van het Gulden Vlies en vervolgden de Duitse Orde en, tot op zekere hoogte, ook de Orde van Malta. Oostenrijk had met haar zelfstandigheid ook haar onderscheidingen verloren.

## Ridderorden van de Bondsrepubliek Oostenrijk 1951 - heden
Oostenrijk erkende de rechten van de Orde van het Gulden Vlies en van de Orde van Malta.
Als religieuze organisatie bleef ook de Duitse orde in Oostenrijk actief.
De Bondsrepubliek Oostenrijk stichtte
- Het Ereteken van Verdienste voor de Republiek Oostenrijk (1952)
- Het Oostenrijkse Ereteken voor Wetenschap en Kunst (1955)
- Het Oostenrijkse Erekruis voor Wetenschap en Kunst (1955)
- De Orde van Verdienste voor het Rode Kruis (1955)
- Het Ereteken voor de Bevrijding, ("Ehrenzeichen für die Verdienste um die Befreiung Österreichs") 1976
- Het Militaire Teken van Verdienste ("Militärverdienstzeichen")

De bondslanden stelden ook decoraties en Orden in:
- Ring van het Land Tirol (1949-1965)
- Ereteken van het Land Tirol (1955-1964)
- Ereteken van Verdienste van het Land Beneden-Oostenrijk (1960)
- Ereteken van het Land Burgenland (1961)
- Ereteken van het Land Vorarlberg (1963)
- Groot Ereteken van het Land Boven-Oostenrijk (1963)
- Ereteken van het Land Salzburg (1965)
- Ereteken van Verdienste voor het Land Wenen (1967)
- Orde van de Tiroolse Adelaar (1970)
- Ereteken van het Land Steiermark (1971)
- Ereteken van het Land Boven-Oostenrijk (1973)

In het katholieke Oostenrijk spelen ook de internationale charitatieve of religieuze ridderorden een rol, de Orde van het Heilig Graf en de oecumenische Orde van Sint-Lazarus bezitten Oostenrijkse afdelingen.